# 恩菲爾德 (倫敦)
恩菲爾德鎮（英語：Enfield Town）是英國英格蘭倫敦的一個地區，在歷史上曾是恩菲爾德的市中心。恩菲爾德鎮位於查令十字東北10.1英里（16.3）處。在倫敦計劃中，恩菲爾德鎮被規劃為大倫敦地區的35個中心之一。2011年，恩菲爾德鎮有人口14,906人。